# Orlin Wasilew
Orlin Wasilew (Орлин Василев), właśc. Christo Petkow Wasilew, (ur. 20 listopada 1904 we Wraniaku, zm. 2 kwietnia 1977 w Sofii) – bułgarski pisarz i działacz polityczny, członek Bułgarskiej Partii Komunistycznej.

## Życiorys
Tworzył psychologizujące utwory realistyczne, często o tematyce historycznej i politycznej, m.in. Białata pyteka (1929), Ognenijat obrycz (1923, 1933), Chajdutin majka ne hrani (1937), także dramaty: Trewoga (1948), Ljubow (1952), Sztastie (1954).